# بخش خنرال بلگرانو (لا ریوخا)
بخش خنرال بلگرانو (به اسپانیایی: Departamento General Belgrano) یک منطقهٔ مسکونی در آرژانتین است که در استان لا ریوخا، آرژانتین واقع شده‌است.